# Cup Winners' Cup 2010-11 (kvinder)
Cup Winners' Cup 2010–11 for kvinder var den 18. udgave af Cup Winners' Cup arrangeret af European Handball Federation. Turneringen havde deltagelse af 33 klubber og blev spillet i perioden 14. oktober 2010 – 15. maj 2011.

## Resultater

### 2. runde
Anden runde havde deltagelse af de ti lavest seedede hold, der spillede om fem pladser i ottendedelsfinalerne.
| Dato    | Dato    | Hjemmehold i 1. kamp | Hjemmehold i 2. kamp | Resultat | Resultat | Resultat |
| 1. kamp | 2. kamp | Hjemmehold i 1. kamp | Hjemmehold i 2. kamp | Samlet   | 1. kamp  | 2. kamp  |
| ------- | ------- | -------------------- | -------------------- | -------- | -------- | -------- |
| 16.10.  | 17.10.  | GPK Arkatron         | HC SSS No2 Chisinau  | 92–34    | 51-11    | 41-23    |
| 23.10.  | 24.10.  | KF Fram              | LC Brühl Handball    | 57–50    | 26-25    | 31-25    |
| 16.10.  | 23.10.  | Madeira Andebol SAD  | SPE Strovolos        | 63–45    | 30-19    | 33-26    |
| 17.10.  | 24.10.  | LUGI                 | HB Sint-Truiden      | 70–34    | 37-16    | 33-18    |
| 14.10.  | 16.10.  | ASD HC Sasseri       | Bney Herzeliya       | 72–55    | 38-29    | 34-26    |

### 3. runde
Tredje runde havde deltagelse af 24 hold, der spillede om 12 pladser i ottendedelsfinalerne. Holdene fordelte sig på:
- 5 vindere fra 2. runde.
- 19 seedede hold, der først trådte ind i turneringen i denne runde.

| Dato    | Dato    | Hjemmehold i 1. kamp        | Hjemmehold i 2. kamp        | Resultat | Resultat | Resultat |
| 1. kamp | 2. kamp | Hjemmehold i 1. kamp        | Hjemmehold i 2. kamp        | Samlet   | 1. kamp  | 2. kamp  |
| ------- | ------- | --------------------------- | --------------------------- | -------- | -------- | -------- |
| 20.11.  | 21.11.  | ŽRK Knjaz Miloš             | KHF Kastrioti               | 81–53    | 47-24    | 34-29    |
| 14.11.  | 20.11.  | Üsküdar BSK                 | Tertnes IL                  | 56–68    | 32-34    | 24-34    |
| 13.11.  | 21.11.  | Bánovský HK Gabor           | FTC-Jogazdabank             | 52–85    | 26-32    | 26-53    |
| 19.11.  | 20.11.  | RK Lokomotiva               | Huyser E&O HV               | 49–31    | 20-15    | 29-16    |
| 19.11.  | 21.11.  | LUGI                        | ŽRK Biseri                  | 52–47    | 28-30    | 24-17    |
| 13.11.  | 21.11.  | Madeira Andebol SAD         | CS Tomis Constanţa          | 45–51    | 27-27    | 18-24    |
| 20.11.  | 21.11.  | GPK Arkatron                | HSG Blomberg-Lippe          | 55–72    | 27-36    | 28-36    |
| 14.11.  | 20.11.  | ASD HC Sassari              | GK Rostov-Don               | 57–67    | 26-32    | 31-35    |
| 20.11.  | 21.11.  | KF Fram                     | GK Akademija-Podakova Univ. | 67–45    | 36-21    | 31-24    |
| 13.11.  | 21.11.  | KGHM Metraco Zagłebie Lubin | CB Mar Alicante             | 52–55    | 30-28    | 22-27    |
| 13.11.  | 20.11.  | SSV VEG Dornbirn Schoren    | Frederiksberg IF            | 33–84    | 20-37    | 13-47    |
| 19.11.  | 21.11.  | OF Neas Ionias              | Metz Handball               | 37–64    | 18-33    | 19-31    |

### Ottendedelsfinaler
Ottendelsfinalerne havde deltagelse af 16 hold, som spillede om otte pladser i kvartfinalerne.
- 12 vinderhold fra 3. runde.
- 4 hold, der endte på tredjepladserne i det første gruppespil i Champions League.

| Dato    | Dato    | Hjemmehold i 1. kamp | Hjemmehold i 2. kamp       | Resultat | Resultat | Resultat |
| 1. kamp | 2. kamp | Hjemmehold i 1. kamp | Hjemmehold i 2. kamp       | Samlet   | 1. kamp  | 2. kamp  |
| ------- | ------- | -------------------- | -------------------------- | -------- | -------- | -------- |
| 4.2.    | 12.2.   | LUGI                 | Tertnes IL                 | 50–48    | 27-18    | 23-30    |
| 4.2.    | 5.2.    | HSG Blomberg-Lippe   | KF Fram                    | 56–53    | 26-24    | 30-29    |
| 6.2.    | 13.2.   | Metz Handball        | Hypo Niederösterreich      | 57–51    | 27-22    | 30-29    |
| 5.2.    | 6.2.    | RK Lokomotiva        | GK Zvezda                  | 49–64    | 23-30    | 26-34    |
| 4.2.    | 5.2.    | CS Tomis Constanţa   | GK Rostov-Don              | 53–68    | 25-38    | 28-30    |
| 11.2.   | 13.2.   | ŽRK Knjaz Miloš      | Toulon St Syr Var Handball | 49–79    | 23-43    | 26-36    |
| 5.2.    | 12.2.   | Viborg HK            | Ferencvarosi TC            | 66–66    | 34-33    | 32-33    |
| 5.2.    | 13.2.   | Frederiksberg IF     | CB Mar Alicante            | 53–59    | 27-24    | 26-35    |

### Kvartfinaler
Kvartfinalerne havde deltagelse af de otte vinderhold fra ottendedelsfinalerne, som spillede om fire pladser i semifinalerne.
| Dato    | Dato    | Hjemmehold i 1. kamp       | Hjemmehold i 2. kamp    | Resultat | Resultat | Resultat |
| 1. kamp | 2. kamp | Hjemmehold i 1. kamp       | Hjemmehold i 2. kamp    | Samlet   | 1. kamp  | 2. kamp  |
| ------- | ------- | -------------------------- | ----------------------- | -------- | -------- | -------- |
| 18.3.   | 19.3.   | LUGI                       | HSG Blomberg-Lippe      | 56–54    | 24-29    | 32-25    |
| 13.3.   | 20.3.   | CB Mar Alicante            | GK Rostov-Don           | 55–53    | 24-22    | 21-21    |
| 13.3.   | 19.3.   | Toulon St Syr Var Handball | FTC-Rail Cargo Hungaria | 50–60    | 24-23    | 26-37    |
| 13.3.   | 19.3.   | GK Zvezda                  | Metz Handball           | 55–57    | 26-29    | 29-28    |

### Semifinaler
Semifinalerne havde deltagelse af de fire vinderhold fra kvartfinalerne, som spillede om de to pladser i finalen.
| Dato    | Dato    | Hjemmehold i 1. kamp | Hjemmehold i 2. kamp    | Resultat | Resultat | Resultat |
| 1. kamp | 2. kamp | Hjemmehold i 1. kamp | Hjemmehold i 2. kamp    | Samlet   | 1. kamp  | 2. kamp  |
| ------- | ------- | -------------------- | ----------------------- | -------- | -------- | -------- |
| 10.4.   | 17.4.   | Metz Handball        | FTC-Rail Cargo Hungaria | 56–58    | 27-31    | 29-27    |
| 9.4.    | 16.4.   | LUGI                 | CB Mar Alicante         | 46–50    | 24-22    | 22-28    |

### Finale
| Dato    | Dato    | Hjemmehold i 1. kamp    | Hjemmehold i 2. kamp | Resultat | Resultat | Resultat |
| 1. kamp | 2. kamp | Hjemmehold i 1. kamp    | Hjemmehold i 2. kamp | Samlet   | 1. kamp  | 2. kamp  |
| ------- | ------- | ----------------------- | -------------------- | -------- | -------- | -------- |
| 8.5.    | 15.5.   | FTC-Rail Cargo Hungaria | CB Mar Alicante      | 57–52    | 34-29    | 23-23    |